# П'єр Дюмайє
П'єр Дюмайє (24 лютого 1923 року, Удо, Франція — 17 листопада 2011 року, Париж, Франція) — французький журналіст, письменник, сценарист і телепродюсер, який стояв біля витоків французького телебачення.

## Життєпис
Народився 24 лютого 1923 року в Удо (Івелін) в родині впливового чиновника Банку Франції. У 1940 році отримав ступінь бакалавра з філософії у Шартрі. У 1947 році стає журналістом на радіо, де працює під керівництвом письменника Жана Лескура (фр. Jean Lescure).
У 1949 році вперше потрапив на телебачення, де працював над першими теленовинами французької національної телекомпанії RTF.
У 1950 році режисер Клод Барма (фр. Claude Barma) запустив першу «мильну оперу» на французькому телебаченні L'Agence Nostradamus, для якої Дюмайє написав всі дев'ять епізодів.
У 1953 році програмний директор RTF Жан Д'Арсі (фр. Jean d'Arcy) придумав першу в історії Франції літературну програму Lectures pour tous, яку протягом наступних п'ятнадцяти років Дюмайє робив разом із журналістом П'єром Десграупом (фр. Pierre Desgraupes). Також Дюмайє є співавтором, сценаристом і продюсером різних шоу, які виходять на ТБ, зокрема таких як шоу-реконструкція судових процесів En votre âme et conscience (спільно з Десграупом) і новинний тележурнал Cinq colonnes à la une, створений у відповідь на політику президента Де Голля. За свою кар'єру він взяв інтерв'ю у таких знакових представників французької культури як Ежен Йонеско, Клод Леві-Строс, Жан Кокто, Хорхе Луїс Борхес, Робер Бадентер, Луї-Фердінан Селін, Рене Ґосінні, Марі Бенар.
У 1962 році після виходу у світ автобіографії Далай-лами XIV «Моя країна і мій народ» Дюмайє взяв інтерв'ю у двох перших тибетських лам, які приїхали до Франції після Тибетського повстання 1959 року.
Помер 17 листопада 2011 року у 88 років. Похований на кладовищі Баж.